# Netjer
Een netjer, netcher of neter, nṯr, (meervoud netjeru, neteru) was in de Egyptische mythologie de term om het concept natuurlijke en bovennatuurlijke drijfkrachten, wetmatigheden en principes aan te duiden die in de hele kosmos functioneren. De term werd later, bij gebrek aan een betere, door de Grieken vertaald als θέος, theos. Daarom werd de term in de westerse cultuur als 'god' of 'goden' gezien. Maar het begrip netjer is veel meer dan dat.

## Drie categorieën
Er zijn drie categorieën netjeru:
1. Bovennatuurlijke wezens zoals Amon, die wij inderdaad θέοι (Vert. Théoi meervoud van theos) zouden noemen
2. Degenen die, of dat wat, begraven is/zijn (aldus een Romeins document)
3. De "neter nefer", namelijk de farao

## Oorsprong van de term
Over de oorsprong van de term zijn meerdere hypothesen geformuleerd. Volgens Hornung zouden de drie medeklinkers (de Egyptenaren schreven alleen medeklinkers) NTR een wortel kunnen zijn uit een Semitische taal en betekenen: anders zijn, bovennatuurlijk. Een andere hypothese is dat NI een voorzetsel is dat betekent behorend tot en TJR boom betekent. Dit zou inhouden dat het begrip verwijst naar krachten die tot de levensboom behoren. Het zou ook betekenen "jong zijnd", dus de eeuwige jeugd bezittend. Er is ook geopperd dat NTR een aanduiding zou zijn van natron, slaand op zuivering. Priesters kauwden natronzout om hun adem te zuiveren. En ten slotte is er nog een hypothese dat SNTR "wierook" betekent en dat NTR daarvan afgeleid zou kunnen zijn (of andersom). Wierook of geur werd beschouwd als een waarneembare aanwezigheid van een bovenaardse entiteit.
Afgaand op het Koptisch werd het woord in het Oudegyptisch uitgesproken als noeté.

## Symbolische weergave
De hiërogliefaanduiding voor netjer is een lange stok met een vlaggetje, het teken vertegenwoordigt een tempelvlag (standard). Dit zou verwijzen naar de markering van een cultusplaats, verzamelplaats, waar de godheid als aanwezig werd beschouwd. Sommigen meenden dat het symbool een bijl voorstelde. Maar men heeft op andere plaatsen symbolen gevonden voor bijlen, die er lichtjes anders uitzien. De stok is namelijk dikker en bovendien omwonden door wat een leren riempje lijkt. Daarom menen geleerden thans dat het een vlaggenmast symbool is dat de term netjer markeert.
| nTr | Z1 |

  —   nṯr, betekent "god".
Ook was er een symbool van een 'totempaal' of standaard, waarboven de afbeelding van een dier te zien was, bijvoorbeeld een vogel, heel vaak een valk, en dat als symbool diende voor de netjer van een stad, men kan zeggen van de stadsgod. Verder werd het begrip ook weergegeven als de Ba of Akh. Heel laat in de Egyptische geschiedenis werd ook het symbool van een ster gebruikt om de naam van een netjer te flankeren. Maar dit was pas in de Ptolemaeïsche periode. Al deze tekens konden twee, drie of meermalen worden weergegeven ter aanduiding van een meervoud aan goden.

## Relatie met onze wereld
In de beschouwing van de Oude Egyptenaren waren netjeru wel immanent, maar bevonden zich tegelijk in een andere tijdsdimensie. Het was voor de mens enkel mogelijk in deze dimensie te komen door de dood en eventueel tijdens de slaap die er een voorafspiegeling van was.
Aangezien de wereld van de neteru een reflectie was van onze wereld, waren dus ook niet alle neteru gelijkwaardig. Zij waren in een hiërarchie van macht en invloed geplaatst.
De fenomenale wereld zoals wij die waarnemen en kennen was slechts een bijproduct van de activiteit van de netjeru. Als dingen misgingen was dat omdat een netjer verstoord of vertoornd was. Men moest daarom dagelijks de grote en kleinere rituelen volhouden om hun dankbaarheid te betonen en om hun gunstige invloed te bekomen. Het grootste ritueel werd door de farao voltrokken en had als oogmerk het in stand houden van de kosmische orde, de maät. In contact treden gebeurde door middel van wierook branden bijvoorbeeld.
Omgekeerd waren de netjeru op hun beurt afhankelijk van de mens die (via het ritueel) hen voedt en in stand houdt. Met dit doel was er een mondopeningsceremonie, die werd toegepast op een nieuw cultusbeeld.